# Maria Ferreira da Silva

## Maria Ferreira da Silva
Maria Ferreira da Silva (Matosinhos, 1946) é uma escritora, pintora e espiritualista portuguesa. Tem uma longa prática de Meditação, tendo vivido num Mosteiro Budista Theravada, em Inglaterra, e frequentado centros e mosteiros nas regiões indianas e himalaicas, nomeadamente no Sikkim e no Tibete. Orienta Cursos, Retiros de Meditação e faz conferências e palestras sobre Espiritualidade. 

## Biografia
Nasceu no seio de uma família unida e religiosa que, além de católica, frequentava reuniões de caráter mais universal, cuja filosofia se baseava em Allan Kardec. Apesar da sua educação cristã, aos 14 anos, questionou-a, seguindo a sua própria directriz espiritual.  
Desde cedo, viveu experiências místicas, que envolviam grandes estados de Amor, frequentemente ligados à figura de Jesus. Em particular, numa viagem ao Gerês, vivenciou no interior de uma capela, dedicada à Paixão de Cristo, um êxtase cuja memória, como refere na sua autobiografia, a acompanha durante longos anos.
Em 1965 celebra o seu casamento em Fátima e, não obstante certas complicações de saúde, torna-se, 5 anos depois mãe de 3 filhos.
Mais tarde, dentro do casamento e já perto dos 30 anos, começa a sua busca espiritual, ao vivenciar inesperadamente, durante o sono, um estado de união espiritual, cuja fulgurância transformará o curso da sua vida. Apesar de viver feliz numa família coesa e unida, esta experiência espiritual despoleta dentro de si um chamado místico ao qual responderá e que, inevitavelmente, quebra os laços matrimoniais.
Assim, é então que na sua procura de respostas aos anseios interiores, encontra um Centro Espírita, onde descobre pela primeira vez a literatura teosófica, budista, antroposófica e ciências ocultas. Mais tarde, deixa este círculo e percebe que o seu percurso espiritual deve ser seguido individualmente, sem o apoio de grupos. 
Todavia, por convicção de missão, professa a 8 de Agosto de 1988 no Mosteiro Budista Amarāvatī, fundado por Ajahn Sumedho (monge americano que estabeleceu diversos mosteiros do Budismo Theravada da Tradição da Floresta da Tailândia) em Inglaterra, cuja linha vem do monge Ajahn Chah. Mais tarde, regressa a Portugal e continua com os seus estudos, investigações e experiências de cariz espiritual e filosófico. Não obstante, mantém a sua ligação ao Mosteiro, ao fazer períodos de recolhimento algumas vezes por ano.
Inicia, por esta altura, um período de viagens que começa pela Índia e pelo Tibete, onde reconhece o trabalho que fará para o desenvolvimento da espiritualidade em Portugal e Serviço ao mundo. Por diversas vezes regressa à Índia, e em Calcutá tem a oportunidade de permanecer no Instituto Cultural Rāmakrishna, fundado por Vivekānanda, onde faz uma parte dos seus estudos sobre Indianismo. Em Portugal foi aluna de Sânscrito da Prof. Dra. Margarida Corrêa de Lacerda.
Em 2006, após idealizar a fundação de um Mosteiro Budista em Portugal à semelhança do Mosteiro Amarāvatī, recebe o aval de Ajahn Sumedho para a sua implementação. No mesmo período, impulsiona a criação da Editora Publicações Maitreya, instituída por Elisa Flora, dedicada à divulgação de obras de teor espiritual e filosófico em Portugal.
Em 2010, na liderança do Projecto do Mosteiro, este é registado como Entidade Religiosa com o nome “Budismo Theravada da Tradição da Floresta da Tailândia”.
Em 2012, Portugal acolhe os primeiros monges numa residência em Belém e em 2018 inaugura-se em edifício próprio na Ericeira, o Mosteiro Sumedhārāma do Budismo Theravada da Tradição da Floresta da Tailândia. Durante a cerimónia de inauguração, o Presidente da Câmara Municipal de Mafra discursou e expressou um agradecimento especial a Maria Ferreira da Silva. Atualmente, o Mosteiro já acolheu e foi visitado por milhares de pessoas, sendo reconhecido internacionalmente.
Ao longo da sua vida, tem-se dedicado à investigação nas áreas das Religiões e Filosofias Ocidentais e Orientais e, ainda, ao estudo científico sobre o efeito benéfico da Meditação no cérebro humano. Na perspectiva de fomentar e perpetuar o elo entre duas correntes de evolução, o Ocidente e o Oriente, a Ciência e a Religião, publicou várias obras de temática espiritual, de analogia e de comparativo religioso e filosófico, com base em tradições milenares. A última obra, autobiográfica, foi editada em Novembro de 2022.  Além das obras editadas na Editorial Minerva e na Editora Publicações Maitreya, colaborou noutras publicações, tais como nas Edições Firmamento e Editora Pergaminho. Participou no livro “O Rosto e a Obra” da Espiral Editora.
Em Setembro de 1993, mereceu do Prof. Agostinho da Silva o seguinte comentário ao seu livro "As Iniciações": «Creio que a grande lição das suas excelentes "Iniciações" é a de que é no mais profundo das Religiões que se alcança a sabedoria, a qual logo deve ser ultrapassada para que sejamos na vida como inocentes crianças, quem sabe se muito perto da inteira Inocência da Criatividade Absoluta».
Dirige também o portal Fundação Maitreya dedicado à divulgação de artigos, crónicas e textos de teor cultural, filosófico e espiritual.

## Obras
• Maitreya vem com a Ordem Espiritual de Portugal, Ordem de Mariz
• As Iniciações
• As Iniciações e a Expansão Portuguesa
• A Eterna Sabedoria
• O Avatāra
• Guia de Meditação
• O Silêncio
• Folhas de Luz – Antologia
• A Expansão Cósmica da Luz
• A Meditação e os Benefícios na Saúde
• Tratado de Meditação - Baseado nos Yoga Sūtras de Patañjali
• Pétalas – Reflexões Espirituais
• A Célula Divina
• A Escrita Perfeita – Dicionário de Sânscrito
• A Felicidade do Caminho (Autobiografia)

## Ligações Externas
Apresentação do Livro "A Via da Vigilância Interior" de Édouard Salim Michaël
Entrevista de Gonçalo Pereira | Mosteiro Budista Theravada, Programa Caminhos, RTP2
Inauguração do Mosteiro Sumedhārāma